# Битка код Дипела
Битка код Дипела вођена је 1864. године између пруске и данске војске током Другог шлезвичког рата. Завршена је победом пруске војске.

## Битка
Како би затворио правце који воде ка Јиланду, дански генерал Кристијан Меса са око 54.000 људи посео је 8. фебруара дипелски мостобран. Према Дипелу је нападао комбиновани корпус принца Фридриха Карла (око 20.000 пешака, 3750 коњаника, 1200 пионира и 96 оруђа) са задатком да заузме мостобран. Да би избегли фронтални напад на мостобран, Пруси су до 3. априла покушали да изврше десант на северни део отрва Алс. У томе их је спречила олуја. После снажне артиљеријске припреме, Пруси су 15. априла са 6 колона једновремено извршили јуриш на блокхаузе I-VI. Након кратке и огорчене борбе, заузета је прва линија, а затим и друга. Браниоци су одбачени преко Алс Сунда. Пруси су убрзо овладали читавим дипелским мостобраном и наставили поседање Јиланда. Губици: Пруси 1.130 војника и 71 официра, а Данци 4.706 војника и 108 официра од чега је заробљено 3.549 војника и 56 официра.